# Сауга
Сауга — река в юго-западной части Эстонии. Её длина составляет 78,4 км. Площадь водосборного бассейна составляет 576,5 км².
Река начинается недалеко от посёлка Ярваканди в уезде Рапламаа, в болотах Нылвасоо, и впадает в реку Пярну, являясь одним из её крупных притоков. Устье Сауги находится около устья Пярну в пределах одноимённого города. Не судоходна. Имеет притоки — реки Ряэгу, Элбу, Калда, Арэ и Тооминга.
Берега Сауги торфянистые, в верхнем течении во многих местах сильно заболоченные. 